# 具刚毛扁基荸荠
具刚毛扁基荸荠（学名：Eleocharis fennica f. sareptana）为莎草科荸荠属扁基荸荠下的一个变型。